# Mikoian-Gurévitx MiG-29
El Mikoian-Gurévitx MiG-29 (codi OTAN Fulcrum) és un avió de caça de supremacia aèria soviètic desenvolupat al començament de la dècada del 1970, el primer vol del qual va tenir lloc el 6 d'octubre del 1977. Va entrar en servei en l'exèrcit soviètic el 1983 i encara és utilitzat avui per la Força Aèria Russa i nombrosos altres països. Fins al dia d'avui, se n'han construïdes més de 1100 unitats.

## Concepció
El 1969, durant la Guerra freda, la Força Aèria dels EUA llança els programes F-15 i F-16, mentre que en el mateix temps, els avions soviètics MiG-21, MiG-23, Sukhoi Su-15 i Sukhoi Su-17 es trobaven a les acaballes del seu servei. L'URSS decideix, doncs, llançar el programa del Su-27 per oposar-se a l'F-15 i a l'F-14. Com que aquest aparell no podia ser utilitzat en gran nombre, a causa del seu elevat preu, aleshores es va llançar el programa del MiG-29 per tal d'equipar la Força Aèria Soviètica, amb un caça lleuger de superioritat aèria de nova generació, però més rústic.
Els Estats Units es van assabentar de l'existència d'aquest aparell gràcies a un dels seus satèl·lits espies que passava sobre el centre de proves soviètic de Ràmenskoie (als afores de Moscou). Van donar al MiG-29 la denominació «Ram-L» que esdevindria a continuació « Fulcrum ». No fou fins al juliol de 1986 que Occident va poder veure de més a prop aquest aparell, en el transcurs d'una visita feta per una esquadrilla de MiG-29 soviètics a Finlàndia. Fou en aquest moment que l'USAF va conèixer veritablement el MiG-29 i el va poder diferenciar dels altres models de Mikoian o de Sukhoi. L'USAF va saber aleshores que era el futur avió al qual s'hauria d'enfrontar.
Era considerat tan perillós per part dels Estats Units que aquests van comprar el 1997 21 MiG-29 que havien de ser venuts a l'Iran per Moldàvia, ja que pensaven que podien embarcar una bomba nuclear.
El MiG-29 és un excel·lent caça amb una signatura de radar molt feble i qui pot efectuar viratges amb forts factors de càrrega malgrat l'absència de control per senyals elèctrics. El Fulcrum és capaç d'apuntar i colpejar diversos objectius d'atacs a la vegada El seu principal defecte és la seva feble autonomia que el confina sobretot a la defensa del territori més aviat que a les missions d'atac. Tanmateix aquest defecte és en part compensat pel fet que pot operar molt prop de la línia de front sobre terrenys arranjats de manera molt senzilla amb herba, gràcies al fet que les seves entrades d'aire poden ser obturades i també als seus pneumàtics inflats a baixa pressió. Les variants recents li han donat més polivalència i li han permès millorar les seves capacitats aire-sòl, per la qual cosa han fet d'ell un verdader equivalent de l'F-16. Ajuntant velocitat i maniobrabilitat, el Fulcrum té i fa encara part de diversos equips d'acrobàcies aèries ex-soviètiques, com ara l'equip rus strizhi (swift).
Un altre fet interessant és que el Fulcrum hauria estat el primer avió a haver efectuat la famosa maniobra de la Cobra de Victor Pugàtxev.

## Compromisos

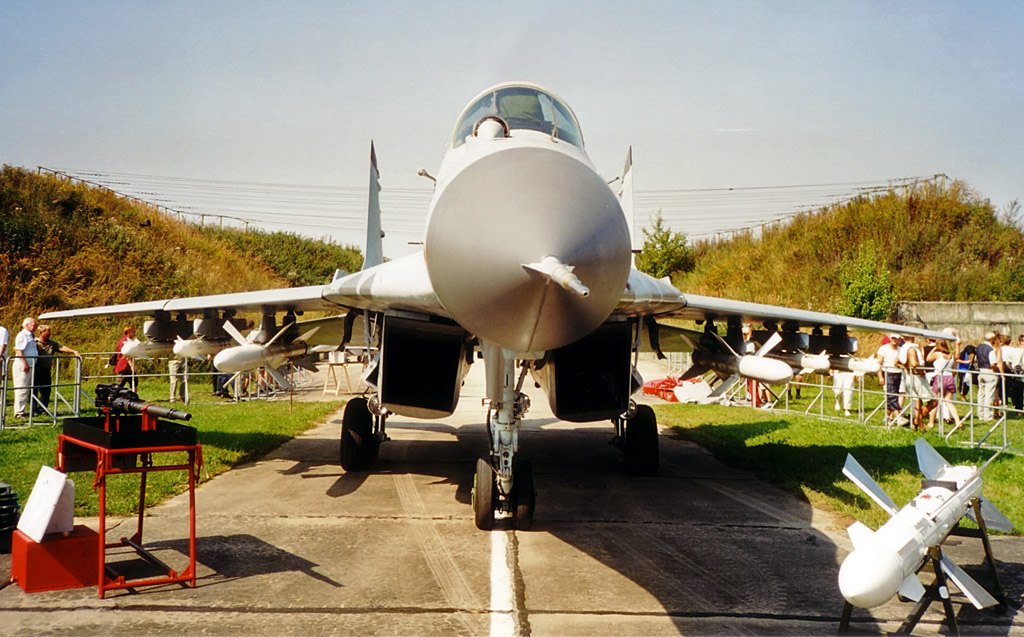
Vist de cara amb el seu armament aire-aire.

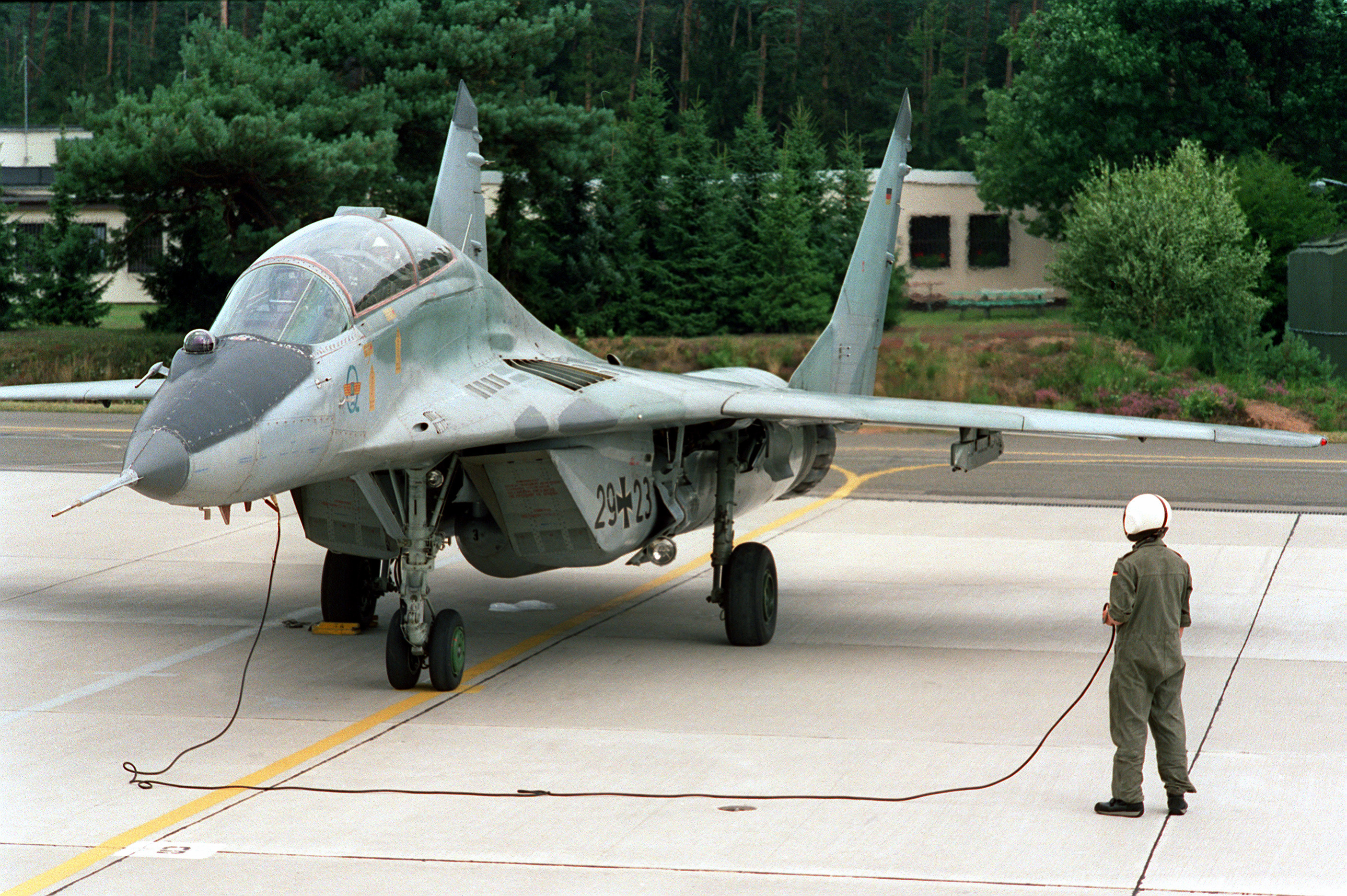
La versió biplaça Fulcrum B.

Ha estat involucrat en diversos conflictes. En el moment de la Guerra del Golf el 1991, l'única victòria d'un MiG-29 de l'exèrcit iraquià va ser un tir amic contra un Mig-23. Després de la guerra, quatre han estat abatuts per míssils Amraam de la USAF i d'altres destruïts en terra en el moment de bombardejos, un altre ha estat destruït per un F-16 americà el 17 de gener de 1993 en el moment d'una operació d'exclusió de l'espai aeri de l'Iraq i durant el conflicte Etiòpia-Eritrea el 1999.
Dos MiG-29 de l'exèrcit iugoslau van atacar el palau presidencial de Zagreb a Croàcia el 8 D'octubre 1991 i altres MiG-29 van ser utilitzats en suport aeri proper a Eslovènia el juny de 1991.
Ha estat igualment utilitzat en el conflicte de l'Alt Karabakh per les forces aèries d'Armènia.
Un MiG-29 utilitzat per la Força aèria cubana va abatre, tanmateix, almenys dos monomotors Cessna de l'organització Brothers to the Rescue que intentaven acostar-se a l'illa en el moment d'una operació anticastrista, al començament de la dècada del 1990.
Durant la guerra de Kosovo, un MiG-29 va ser destruït el 24 de març del 1999 per un F-16 de la Força Aèria dels Països Baixos i el segon de la patrulla per un F-15 de l'USAF. El 26 de març, 2 altres MiG-29 van ser abatuts per 3 F-15 sobre Bòsnia i un altre va ser destruït el 4 de maig de 1999, en un enfrontament amb 2 F-16 americans.
El 14 de setembre de 2001, 2 MiG-29 sirians van ser abatuts (un dels quals era pilotat pel major Ayouni Brahim) mentre s'acostaven a un Awacs israelià escortat per 2 F-15 a l'altura de Tartus.
Un MiG-29 rus va ser utilitzat per destruir un UAV georgià Hermes 450 el 18 de març de 2008.
Una dotzena van ser abatuts (en una relació de forces 1 contra 40, a Kosovo, ex-Iugoslàvia) sense cap victòria contra un avió de combat militar en contrapartida.
Alguns hi veuen el signe revelador de les febleses de l'avió, però sembla més raonable atribuir aquests fracassos a la manca d'entrenament dels pilots i a l'absència de tot suport en el moment dels compromisos. Els dos primers havien acomplert la seva missió, a més, fent front a una superioritat numèrica i tàctica aclaparadora. És versemblant que un MiG-29, a les mans d'un pilot hàbil i motivat, sigui un adversari extremadament temible.

## Variants
- prototips : 19 productes, lleugerament més petits que la versió de sèrie, designació de fàbrica 9.11 i designació OTAN Ram-L
- MiG-29 (designació de fàbrica 9.12) Fulcrum-A : primera versió de sèrie, sense distorsionador de radar intern

- - variants: Fulcrum-A Variant 1 : primers aparells, equipats amb quilles ventrals
  - Fulcrum-A Variant 2 : versió sense quilles presentada a Finlàndia el 1986
  - Fulcrum-A Variant 3 : longitud de la corda de les derives augmentada. Equipat amb un radar N019 Sapfir-29 Slot Back i amb l'Irst però no amb distorsionador de radar intern
  - Versions d'exportació (9.12A i 9.12B) amb l'electrònica disminuïda, sense capacitat nuclear i destinades als països no-membres del Pacte de Varsòvia
- MiG-29UB (9.51) Fulcrum-B : biplaça d'entrenament sense radar i capacitats de combat reduïdes
- MiG-29 (9.13) Fulcrum-C : monoplaça amb distorsionador de radar L-203 Be Gardeniya-1-Fu allotjat en una aresta dorsal més voluminosa que conté també una reserva suplementària de 75 litres de carburant
- MiG-29S (9.13S) Fulcrum-C : monoplaça millorat amb radar N019M o N019Me sobre els més recents, càrrega d'armament fins a 6 tones
  - MiG-29SE és la versió d'exportació
  - MiG-29SD és el model d'exportació del Fulcrum-A proveït dels equips del SE
  - MiG-29N o MiG-29Nub (anomenat SD per a Malàisia) destinat a l'exportació
  - MiG-29SD (9.13M) és la versió d'exportació modernitzada i data de 1995
  - MiG-29SMT (9.17) Fulcrum-F és un prototip en període de proves a Rússia, destinat a reemplaçar els Mig-27
  - MiG-29UBT (9.51T) Fulcrum-F : versió biplaça del MiG-29SMT, proposada per reemplaçar els Sukhoi SU-24
- MiG-29KVP prototip de la versió navalitzada
- MiG-29K (9.31) Fulcrum-D és la versió navalitzada; derivat del MiG-29M; ales replegables de superfície augmentada amb 4 punts per carregar armes en lloc de tres, ganxo de parada, encimbella d'avituallament i reactors Klimov Rd-33K de 8800 kgp amb postcombustió. Aquesta versió ha estat abandonada en la dècada del 1980 en benefici del Su-27k per ser reactivada i ser produït en sèrie en benefici de la marina índia per als seus portaavions Ins vikramaditya i de la classe vikrant.
- MiG-29KUB : versió biplaça del MiG-29K concebuda per a l'Índia. El primer vol de l'avió de sèrie va tenir lloc el 18 de març del 2008 sobre l'aeròdrom de Lukhovitsy.[6]
- MiG-29UPG: nou estàndard de modernització per a l'Índia. 6 modernitzats a Rússia i 59 més a modernitzar a l'Índia (març de 2009).
- MiG-29M (9.15) Fulcrum-E sobrenomenat Fulcrum FBW (Fbw sigifiant «comandaments de vol elèctrics») modernitzat amb comandaments elèctrics, nou sistema d'armes i 4 punts per dur armes a cada ala, però es va quedar en estat de prototip
  - MiG-29ME versió d'exportació del MiG-29M anomenat MiG-33 des de 1994
  - MiG-29M2 Versió biplaça del MiG-29M
- MiG-29OVT : manifestació del programa MiG-35. És dotat d'una maniobrabilitat fora del comú, que esdevé possible pels seus motors Klimov RD-133 d'empenta vectorial (amplitud de moviment de 18 graus en els 3 eixos), la qual cosa li permet, a més a més, de volar a velocitat supersònica sense postcombustió.
  - MiG-35: Última versió del MiG-29, és dotat dels motors d'empenta vectorial del MiG-29OVT, d'un radar de cinquena generació Tikhorimov Niip Bars-29 i de míssils R-73 i R-77. L'aparell és venut al preu de 32 milions de dòlars la unitat.

## Països usuaris

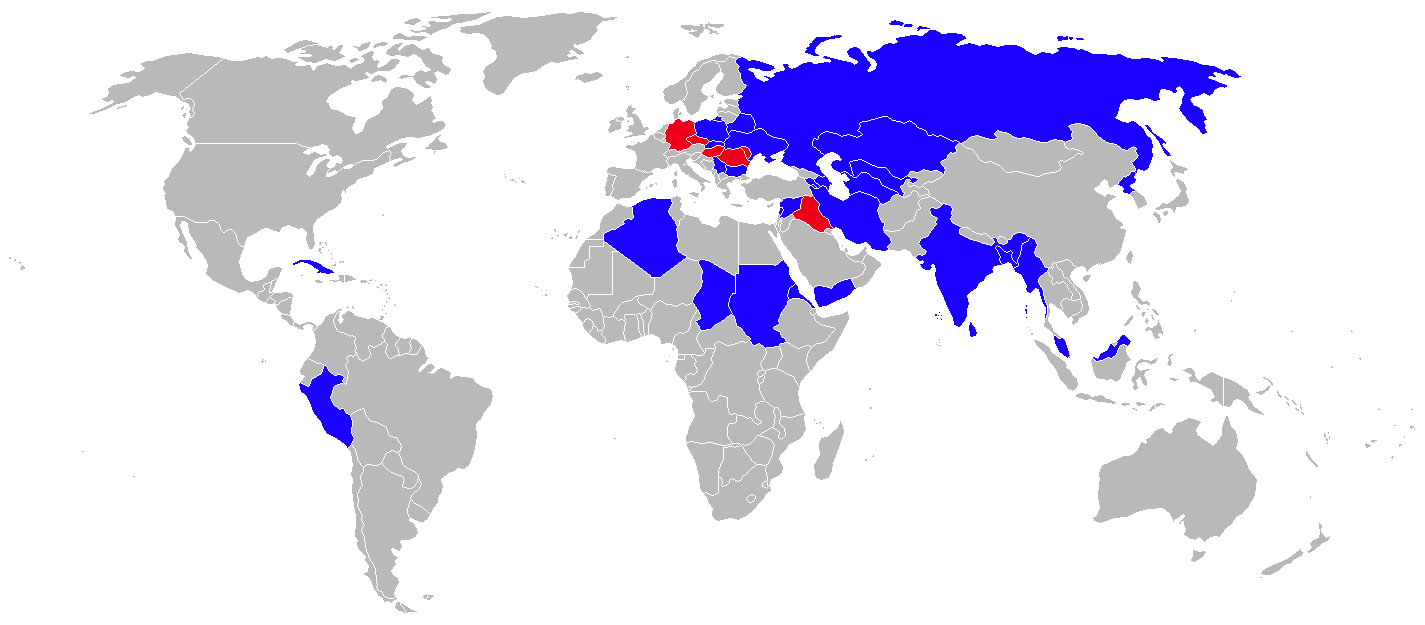
Països usuaris del MiG-29 en blau fosc (antics usuaris en vermell).

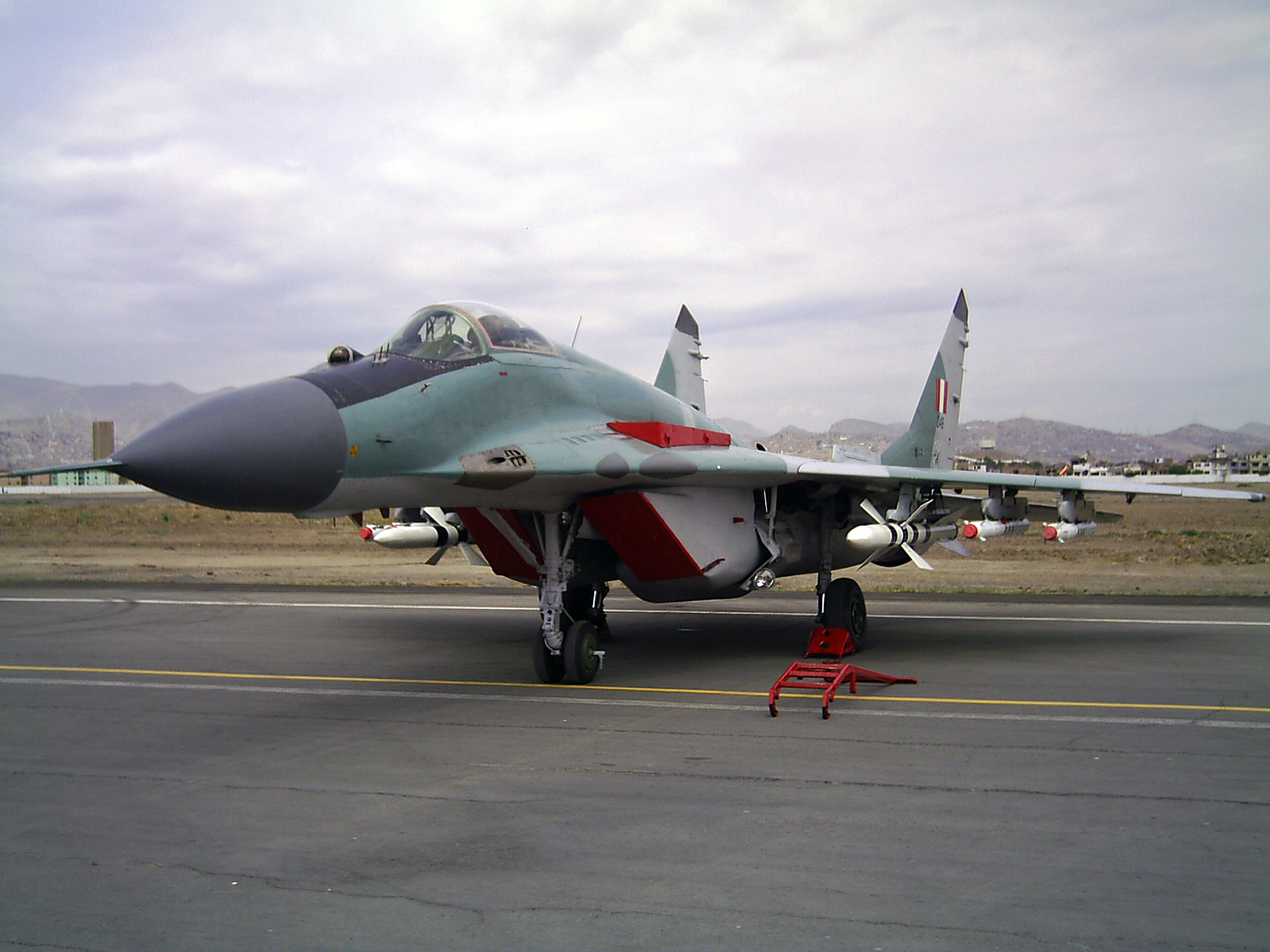
MiG-29 peruà.

### Actuals
- Algèria- 36.,[7] una comanda de 34 aparells ha estat anul·lada.
- Armènia
- Azerbaidjan
- Bangladesh- 16 aparells.[8]
- Belarús
- Bulgària
- Cuba
- Eritrea
- Hongria- a retirar del servei el 2010.
- Índia- MiG-29K/Kub: 16 encarregats i 29 suplementaris previstos. MiG-29UPG : nova centraleta de modernització, 6 a modificar a Rússia i 59 a l'Índia.
- Iran
- Kazakhstan
- Malàisia
- Líban- 10 aparells en encàrrec per al seu lliurament a finals del 2009 (encàrrec reemplaçat per helicòpters de combat de tipus Semi-24).[9]
- Myanmar- 15 a encarregar el 2009
- Corea del Nord- 30 en servei
- Perú- 19 en servei
- Polònia
- Rússia
- Sèrbia
- Eslovàquia- 21 MiG-29S
- Sudan- 12 en servei actiu[10][11]
- Síria
- Turkmenistan
- Ucraïna
- Estats Units- unitat agressors .
- Uzbekistan
- Iemen

### Antics
- Eslovàquia/ Txèquia
- RDA/ Alemanya
- Iraq
- Moldàvia- no operacionals
- Romania
- Unió Soviètica
- RF Iugoslàvia